# Platzwunde
Eine Platzwunde (auch Riss-Quetschwunde, Lazeration, lateinisch Vulnus lacero-contusum) bezeichnet meist eine Hautschädigung (Wunde), die durch ein stumpfes Trauma entstanden ist.

## Entstehung und Charakteristika
Platzwunden entstehen durch Anprall eines stumpfen oder kantigen Gegenstandes auf die Haut an Stellen, an denen die Haut und Unterhaut direkt dem Knochen aufliegen, so dass dieser ein Widerlager bilden kann. Das ist vor allem die Kopfhaut im Bereich von Stirn und Schädelkalotte, die Haut über den Schienbeinen und Knöcheln sowie über den Ellbogengelenken und den Kniescheiben. Vor allem am Schädel kommt es häufig zu einer im Verhältnis zur Wundgröße starken Blutung.
Von der reinen Platzwunde abzugrenzen ist die Riss-Quetschwunde, die ebenfalls meist durch stumpfe Gewalteinwirkung entsteht. Hier kommt noch eine Abscherung/Ablederung der Haut von Unterhaut und Muskulatur hinzu; die Haut reißt über dem Ort der direkten Gewalteinwirkung hinaus auf und es kommt zu Zerreißungen des Unterhautfettgewebes, oft mit Ausbildung von Wundtaschen. Die Haut ist hier oft unregelmäßig zerfetzt, die Wunde verschmutzt und oft mit Bakterien verunreinigt. Außerdem können in der Umgebung der Wunde Blutergüsse vorliegen. Beide Wundformen sind oft nicht eindeutig voneinander zu unterscheiden. Auch im klinischen Sprachgebrauch werden die beiden Begriffe nur unscharf voneinander abgegrenzt. In der Fachliteratur werden beide Wundarten häufig unter dem Begriff Platzwunde zusammengefasst.

## Therapie
Die Erstversorgung beinhaltet die sterile Wundabdeckung und gegebenenfalls das Anlegen eines komprimierenden Verbandes (Druckverband) zur Blutstillung. Bei der ärztlichen Wundbehandlung kann – wenn die Wunde sauber ist – auf eine Ausschneidung des Wundrandes verzichtet werden. Die Wundränder werden nach desinfizierender Reinigung möglichst spannungsfrei angenähert und mittels „Klammerpflaster“, Naht, Metallklammern oder Cyanacrylatkleber versorgt. Mit Wundheilungsstörungen muss nur bei schlechten Durchblutungsverhältnissen – beispielsweise bei Schienbeinplatzwunden und gleichzeitigem Vorliegen einer arteriellen Verschlusskrankheit – gerechnet werden.
Liegt keine einfache Platzwunde, sondern eine Riss-Quetschwunde mit unregelmäßig zerrissenem, durch Quetschung geschädigtem Wundrand und Verletzungen des Unterhautfettgewebes vor, soll in der Regel vor der Naht eine Ausschneidung und Begradigung der Wundränder („Friedrichsche Wundversorgung“) sowie eine gründliche Reinigung des Wundgrundes erfolgen. Wundtaschen bedürfen oft einer Drainage zur Sekretableitung. Die Heilung kann hier durch Wundinfektionen gefährdet sein, tiefe, unübersichtliche Wundtaschen erhöhen das Risiko eines Wundstarrkrampfes, weswegen der Tetanusschutz überprüft und gegebenenfalls komplettiert werden muss.